# 2. Handball-Bundesliga 2020/21
Die 2. Handball-Bundesliga 2020/21 war die zehnte der eingleisigen Spielzeiten und die insgesamt 40. Spielzeit der zweithöchsten deutschen Spielklasse im Handball der Männer in der Geschichte der 2. Bundesliga. Neunzehn Mannschaften spielten um den Aufstieg in die höchste deutsche Spielklasse. Die Saison begann am 2. Oktober 2020 und endete am 26. Juni 2021.

## Modus
In dieser Saison spielten 19 Mannschaften im Modus „Jeder gegen Jeden“ mit je einem Heim- und Auswärtsspiel. Die zwei Erstplatzierten stiegen zur Saison 2021/22 in die Handball-Bundesliga auf. In dieser Saison stiegen der Tabellensiebzehnte, -achtzehnte und der -neunzehnte direkt ab.

## Tabelle
| Pl.                  | Verein                        | Sp. | S  | U | N  | Tore      | Diff. | Punkte  |
| -------------------- | ----------------------------- | --- | -- | - | -- | --------- | ----- | ------- |
| 1.                   | Handball Sport Verein Hamburg | 36  | 27 | 2 | 7  | 1040:9320 | +108  | 056:160 |
| 2.                   | TuS N-Lübbecke                | 36  | 26 | 4 | 6  | 1050:9130 | +137  | 056:160 |
| 3.                   | VfL Gummersbach               | 36  | 27 | 1 | 8  | 1068:9390 | +129  | 055:170 |
| 4.                   | HC Elbflorenz                 | 36  | 20 | 2 | 14 | 1031:9670 | +64   | 042:300 |
| 5.                   | EHV Aue                       | 36  | 17 | 7 | 12 | 0965:9490 | +16   | 041:310 |
| 6.                   | TV Großwallstadt (N)          | 36  | 16 | 7 | 13 | 1037:9880 | +49   | 039:330 |
| 7.                   | TSV Bayer Dormagen            | 36  | 17 | 4 | 15 | 0976:9540 | +22   | 038:340 |
| 8.                   | SG BBM Bietigheim             | 36  | 18 | 2 | 16 | 0974:9800 | −6    | 038:340 |
| 9.                   | ASV Hamm-Westfalen            | 36  | 14 | 7 | 15 | 0939:9480 | −9    | 035:370 |
| 10.                  | VfL Lübeck-Schwartau          | 36  | 16 | 2 | 18 | 0944:9790 | −35   | 034:380 |
| 11.                  | ThSV Eisenach                 | 36  | 15 | 3 | 18 | 0986:1014 | −28   | 033:390 |
| 12.                  | DJK Rimpar Wölfe              | 36  | 14 | 3 | 19 | 0890:8960 | −6    | 031:410 |
| 13.                  | TV 05/07 Hüttenberg           | 36  | 13 | 5 | 18 | 0920:9650 | −45   | 031:410 |
| 14.                  | TuS Ferndorf                  | 36  | 13 | 5 | 18 | 0986:9780 | +8    | 031:410 |
| 15.                  | Dessau-Roßlauer HV (N)        | 36  | 15 | 1 | 20 | 0954:9860 | −32   | 031:410 |
| 16.                  | TV Emsdetten                  | 36  | 11 | 4 | 21 | 1017:1053 | −36   | 026:460 |
| 17.                  | HSG Konstanz                  | 36  | 10 | 5 | 21 | 0943:1028 | −85   | 025:470 |
| 18.                  | Wilhelmshavener HV (N)*       | 36  | 12 | 1 | 23 | 0950:1080 | −130  | 025:470 |
| 19.                  | TuS Fürstenfeldbruck (N)      | 36  | 8  | 1 | 27 | 0981:1102 | −121  | 017:550 |
| Stand: 26. Juni 2021 |                               |     |    |   |    |           |       |         |

*Am Ende der Saison 2020/21 wurden dem Wilhelmshavener HV aufgrund des Wechsels des wirtschaftlichen Trägers vier Pluspunkte aberkannt.
**Bei Punktgleichheit entschied der direkte Vergleich über die Platzierung.
| Legende | Legende                                       |
| ------- | --------------------------------------------- |
| _       | Aufsteiger in die Handball-Bundesliga 2021/22 |
| _       | Absteiger in die 3. Liga (Handball) 2021/22   |
| (N)     | Aufsteiger der 3. Liga (Handball) 2019/20     |

## Statistiken

### Zuschauer
Aufgrund der strengen Hygienevorschriften während der COVID-19-Pandemie fanden die Spiele ohne bzw. mit in der Zahl stark begrenztem Publikum statt. Es wurden nur 36.934 Zuschauer registriert; die meisten beim Dessau-Roßlauer HV mit 4126 und die wenigsten beim TuS Fürstenfeldbruck mit 400.

### Tore
Die fünf Spieler mit den meisten Toren sind:
| Platz | Tore | davon 7 m | Spieler              | Verein                        | Tore des Vereins in der Saison |
| ----- | ---- | --------- | -------------------- | ----------------------------- | ------------------------------ |
| 01.   | 234  | 103       | Schäfer, Christian   | SG BBM Bietigheim             | 0974                           |
| 02.   | 216  | 086       | Skroblien, Tom       | TuS N-Lübbecke                | 1050                           |
| 03.   | 209  | 087       | Wucherpfennig, Lukas | HC Elbflorenz                 | 1031                           |
| 04.   | 206  | 089       | Weller, Niklas       | Handball Sport Verein Hamburg | 1040                           |
| 05.   | 205  | 047       | Wesselin, Sven       | TV Emsdetten                  | 1017                           |

### Most Valuable Player
In einem Online-Voting wurde Niklas Weller vom Handball Sport Verein Hamburg zum Most Valuable Player bestimmt. Gegenkandidaten waren Leif Tissier, Christian Schäfer, Matthias Puhle, Tom Skroblien, Sebastian Greß und Jo Gerrit Genz.

## Spielstätten
In der Tabelle stehen alle Vereine mitsamt ihren Heimspielstätten und den Kapazitäten. Manche Vereine haben aus wirtschaftlichen Gründen, für weniger interessante Spiele, kleinere Heimspielstätten.
| Verein                        | Spielort         | Spielstätte                | Kapazität |
| ----------------------------- | ---------------- | -------------------------- | --------- |
| VfL Gummersbach               | Gummersbach      | Schwalbe-Arena             | 4.132     |
| EHV Aue                       | Lößnitz          | Erzgebirgshalle            | 2.250     |
| Dessau-Roßlauer HV            | Dessau-Roßlau    | Anhalt-Arena               | 3.300     |
| ASV Hamm-Westfalen            | Hamm             | Westpress Arena            | 2.650     |
| Handball Sport Verein Hamburg | Hamburg          | Sporthalle Hamburg         | 3.570     |
| Handball Sport Verein Hamburg | Hamburg          | Barclaycard Arena          | 13.296    |
| HC Elbflorenz                 | Dresden          | BallsportArena Dresden     | 2.704     |
| TuS N-Lübbecke                | Lübbecke         | Merkur Arena               | 3.250     |
| ThSV Eisenach                 | Eisenach         | Werner-Aßmann-Halle        | 3.100     |
| DJK Rimpar Wölfe              | Würzburg         | S.Oliver Arena             | 3.140     |
| TuS Ferndorf                  | Kreuztal         | Dreifachhalle Stählerwiese | 1.200     |
| TV Großwallstadt              | Elsenfeld        | Untermainhalle             | 2.500     |
| Wilhelmshavener HV            | Wilhelmshaven    | Nordfrost-Arena            | 2.433     |
| TSV Bayer Dormagen            | Dormagen         | TSV Bayer Sportcenter      | 2.000     |
| SG BBM Bietigheim             | Bietigheim       | EgeTrans Arena             | 4.517     |
| SG BBM Bietigheim             | Ludwigsburg      | MHPArena                   | 3.715     |
| VfL Lübeck-Schwartau          | Lübeck           | Hansehalle                 | 2.400     |
| TV Emsdetten                  | Emsdetten        | Ems-Halle                  | 2.200     |
| TV Hüttenberg                 | Hüttenberg       | Sportzentrum Hüttenberg    | 1.450     |
| HSG Konstanz                  | Konstanz         | Schänzle-Sporthalle        | 1.900     |
| TuS Fürstenfeldbruck          | Fürstenfeldbruck | Wittelsbacher-Halle        | 700       |